# Historia geografii
Historia geografii to historia rozwoju wiedzy geograficznej człowieka od czasów starożytnych do współczesności.

## Geografia wczasach starożytnych

### Geografia starożytnego Wschodu (3000–1000 p.n.e.)
W starożytnej geografii hinduskiej mitologiczne wyobrażenie świata przedstawione jest w poematach Ramajana i Mahabharata z IV–I w. p.n.e., z Ziemią wyobrażoną jako kwiat lotosu, kontrastuje z realną znajomością świata i zjawisk przyrodniczych. Hinduscy żeglarze z II tysiąclecia p.n.e. odbywali podróże morskie do ujścia Eufratu, Wietnamu pd.-zach. Arabii i wschodniej Afryki, wykorzystując kierunki wiatrów monsunowych, zimą udawali się na zachód, a latem na wschód. W I w. nawiązywali kontakty handlowe z Egiptem, a za jego pośrednictwem z Rzymem. Również Chińczycy w III w. p.n.e. posiadali obszerne wiadomości geograficzne o pd.-wsch. (Japonia, Tajwan, Korea, Wietnam) i centralnej Azji, Bliskim Wschodzie i Grecji, nabyte podczas wojen oraz wypraw dyplomatycznych i handlowych. W II wieku p.n.e. poprzez Azję Środkową utrzymywali kontakty handlowe z krajami wschodniej części basenu Morza Śródziemnego; w I wieku utrzymywali komunikację morską z Indonezją, Indiami, Sumatrą i Jawą, a z końcem II wieku p.n.e. odbyli trzy wielkie podróże lądowe do Mongolii i Gobii, na Wyżynę Irańską i w Hindukusz, nad Ganges. Chińska ekumena obejmowała 30 mln km² powierzchni. Z I tysiąclecia p.n.e. pochodzą opisy kraju i próby jego regionalizacji. Ziemię wyobrażano sobie jako płaską, okrągłą tarczę, otoczoną górami i kręgiem oceanu z cesarstwem chińskim w środku. Kartografia chińska stała na wysokim poziomie, znany był kompas, zasady niwelacji. Mapy rysowano w siatce kwadratów, ich treść była rysunkowa, ale zawierały informacje o wysokościach i odległościach. Najstarsze znane mapy chińskie pochodzą z VI w. p.n.e. Chiny osiągnęły wysoki stopień wiedzy geograficznej, który jednak nie wywarł wpływu na starożytne kultury europejskie ze względu na słabą łączność, ograniczoną do wymiany dóbr materialnych.

### Geografia starożytnych kultur nadrzecznych (3000–1000 p.n.e.)
Najstarsze centra cywilizacyjne w kręgu kultury europejskiej powstały na Bliskim Wschodzie: w Egipcie, Asyrii, Babilonii, na Krecie, w Kartaginie i Fenicji. Choć rozwijały się niezależnie od siebie mają wiele cech wspólnych, takich jak ograniczona znajomość świata, czy mitologiczny charakter ogólnych pojęć i wyobrażeń o Ziemi i Wszechświecie, ukształtowany na podstawie bezpośrednich obserwacji otaczającego świata. Wyobrażenia te znalazły odbicie w prymitywnych mapach Ziemi, przedstawionej w postaci nieruchomej, płaskiej powierzchni, o kształcie prostokąta (Egipt) lub wydłużonej tarczy, w centrum której znajduje się dany kraj (Babilonia). Od około 2500 roku p.n.e. w Egipcie i Babilonii prowadzono pomiary kraju i sporządzano plany miast, kopalń, pól oraz szkice terenowe wzdłuż dróg. Najszerszy horyzont geograficzny, wyznaczony obszarem politycznego panowania i kontaktów handlowych posiadali Fenicjanie – odkrywcy Madery, Wysp Kanaryjskich i Azorskich. Oni także odbyli dwie największe w czasach antycznych wyprawy wokół Afryki (610-594 p.n.e.) i nad Zatokę Gwinejską (525-450 p.n.e.). Wyniki tych wypraw wykraczały poza ówczesne pojęcia, szybko uległy więc zapomnieniu. Dalekie podróże między innymi do krainy Punt, odbywali także Egipcjanie (od 1500 p.n.e.). Na wysokim poziomie stała wiedza astronomiczna zwłaszcza w Egipcie i Babilonii, gdzie na podstawie ruchu ciał niebieskich określano długość roku, doby, wyznaczano dni przesilenia Słońca, daty zaćmień Słońca i Księżyca. W żadnym jednak ośrodku, mimo sporej ilości wiadomości geograficznej (znane pojęcia kierunków, odległości, czasu) nie dokonano uogólnień ani nie podjęto prób stworzenia systemów, obejmujących całokształt wiedzy o Ziemi.

### Geografia w okresiestarożytnej Grecji(1000–500 p.n.e.)

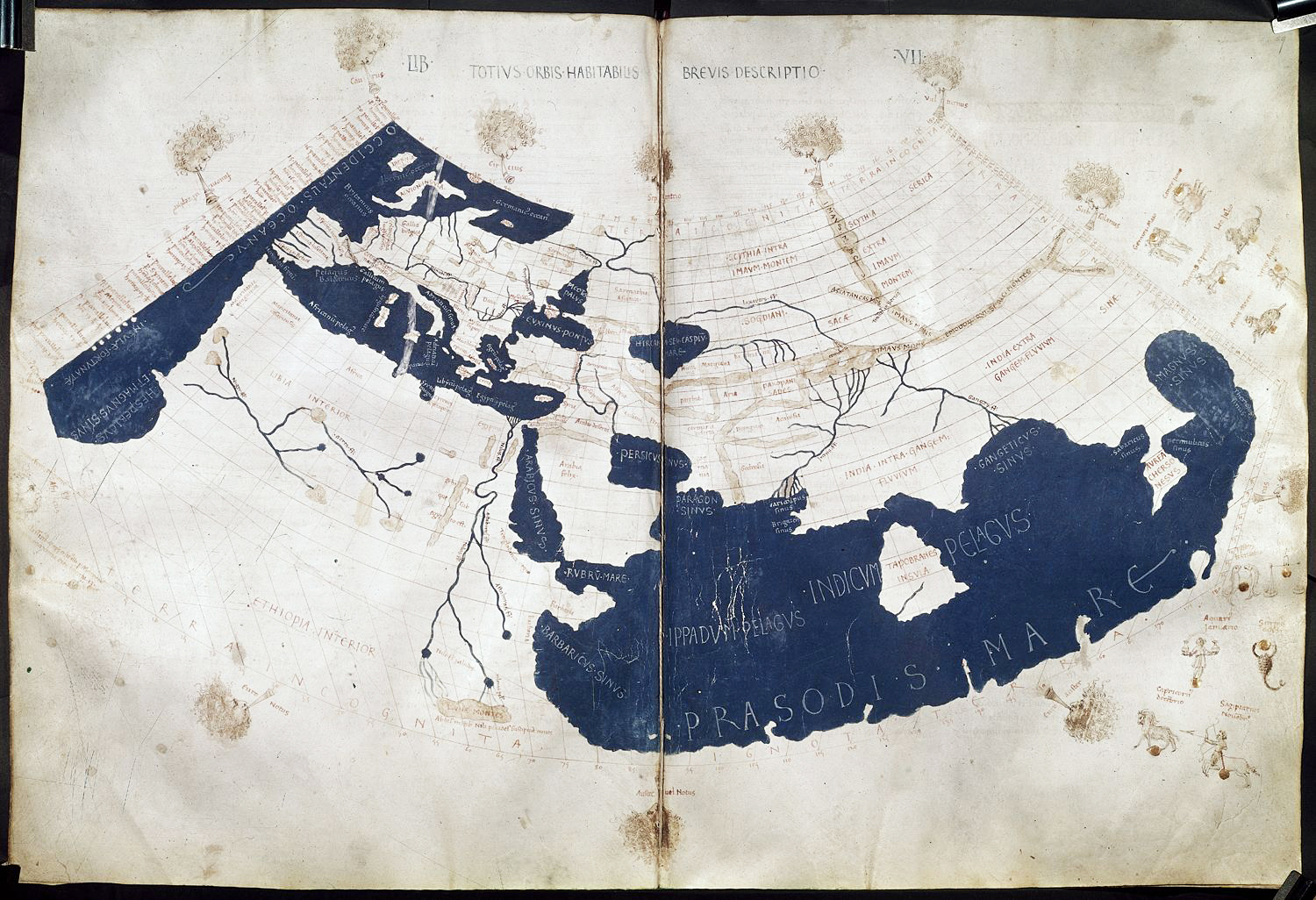
Mapa z XV w. oparta na odwzorowaniu Ptolemeusza

Najwcześniejsze, religijno-mitologiczne wyobrażenia świata, uformowane na podstawie wiadomości przejętych od cywilizacji Bliskiego Wschodu znalazło odzwierciedlenie w Iliadzie i Odysei Homera (VIII w. p.n.e.). Wyzwolenie od wyobrażeń mitologicznych nastąpiło w okresie wielkiej kolonizacji greckiej w VI w. p.n.e., w jońskiej szkole filozofii przyrody. Filozofowie jońscy, których poglądy opierały się nie na doświadczeniach, ale na przypuszczeniach filozoficzno-przyrodniczych, próbowali wyjaśnić budowę Wszechświata i początek wszechrzeczy przyczynami naturalnymi. Greków pasjonowały zagadnienia Ziemi i Wszechświata, do wielkich osiągnięć wiedzy greckiej zaliczyć należy udowodnienie kulistości Ziemi (Arystoteles), zmierzenie długości południka ziemskiego (Eratostenes, Poseidonios), wyznaczenie położenia geograficznego (Dicearch, Hipparch, Poseidonios). Przystąpiono do rozwiązywania problemów przyrodniczych: charakterystyki, przestrzennego zróżnicowania, przyczynowości i klasyfikacji zjawisk przyrodniczych. Przeprowadzono strefowy podział Ziemi, zwrócono uwagę na wpływ klimatu na życie społeczne, gospodarcze i polityczne. Celem podróży było nie tylko odkrywanie nowych ziem, ale także wzbogacanie wiedzy. Około 280 r. p.n.e. powstało Muzeum Aleksandryjskie ze słynną biblioteką, największa instytucja naukowa starożytności.Choć geografia nie wyodrębniła się jeszcze jako osobna gałąź wiedzy, to ukształtowały się jednak jej dwie podstawowe kierunki: ogólnogeograficzna, jako składowa przyrodniczych koncepcji filozoficznych i regionalny, opisowo-empiryczny, wpływający z potrzeb praktycznych. Rozwój nauk teoretycznych osiągnął tak wysoki stopień, że nie został on przekroczony przez następne 1500 lat.

### Geografia w okresiestarożytnego Rzymu(1000–500 p.n.e.)
Geografia rzymska przejęła zdobycze nauki podbitych narodów, głównie greckiej, Rzymianie jednak, w przeciwieństwie do Greków, nie wykazywali większego zainteresowania rozważaniami teoretycznymi nad kształtem i wymiarami Ziemi, czy zjawiskami przyrodniczymi, mimo sporego zasobu wiadomości na temat procesów rzeźbotwórczych (Seneka, Pomponiusz Mela, Pliniusz Starszy, Strabon) i stref klimatycznych. Wojny, a następnie zarządzanie imperium wymagały głównie wiedzy praktycznej. Większość opracowań zawierała głównie materiał z zakresu nazewnictwa i ograniczała się do przekazania informacji o ludach i ekonomicznej przydatności krajów (Warron, Cyceron) potrzebnych do zarządzania. Zarzucenie naukowej strony poznania oznaczało zahamowanie i upadek wiedzy geograficznej. Rzymianie nie tylko nie rozwinęli geografii, ale niejednokrotnie zapomnieli o osiągnięciach greckich, kwestionując nawet kulisty kształt Ziemi (Lukrecjusz, Tacyt), naiwnie tłumacząc zjawiska przyrodnicze, wprowadzając fantastyczne wyobrażenia o ludziach zamieszkujących krańce ekumeny. Również osiągnięcia kartografii greckiej zastosowali Rzymianie do celów praktycznych, nie licząc się z odwzorowaniami, położeniem geograficznym, kierunkami świata, poprawnym przedstawieniem powierzchni Ziemi. Przywiązywali wagę tylko do dokładnego przedstawienia odległości. Na tle geografii rzymskiej wybijają się postacie Strabona i Klaudiusza Ptolemeusza, Greków z pochodzenia, reprezentujących różne kierunki geografii: regionalnej opisowej i matematycznej. Ptolemeusz, autor jednego z największych dzieł starożytności na długo ugruntował pogląd o geocentrycznej budowie świata, nieruchomości Ziemi, jej niewielkich rozmiarach i wielkim nieznanym lądzie południowym (Terra Australis Incognita), a jego mapa świata, przedstawiona w nowym, opracowanym przez niego odwzorowaniu, była przedrukowywana jeszcze do połowy XVI wieku.

## Geografia wokresie średniowiecza

### Geografia arabska w okresie średniowiecza

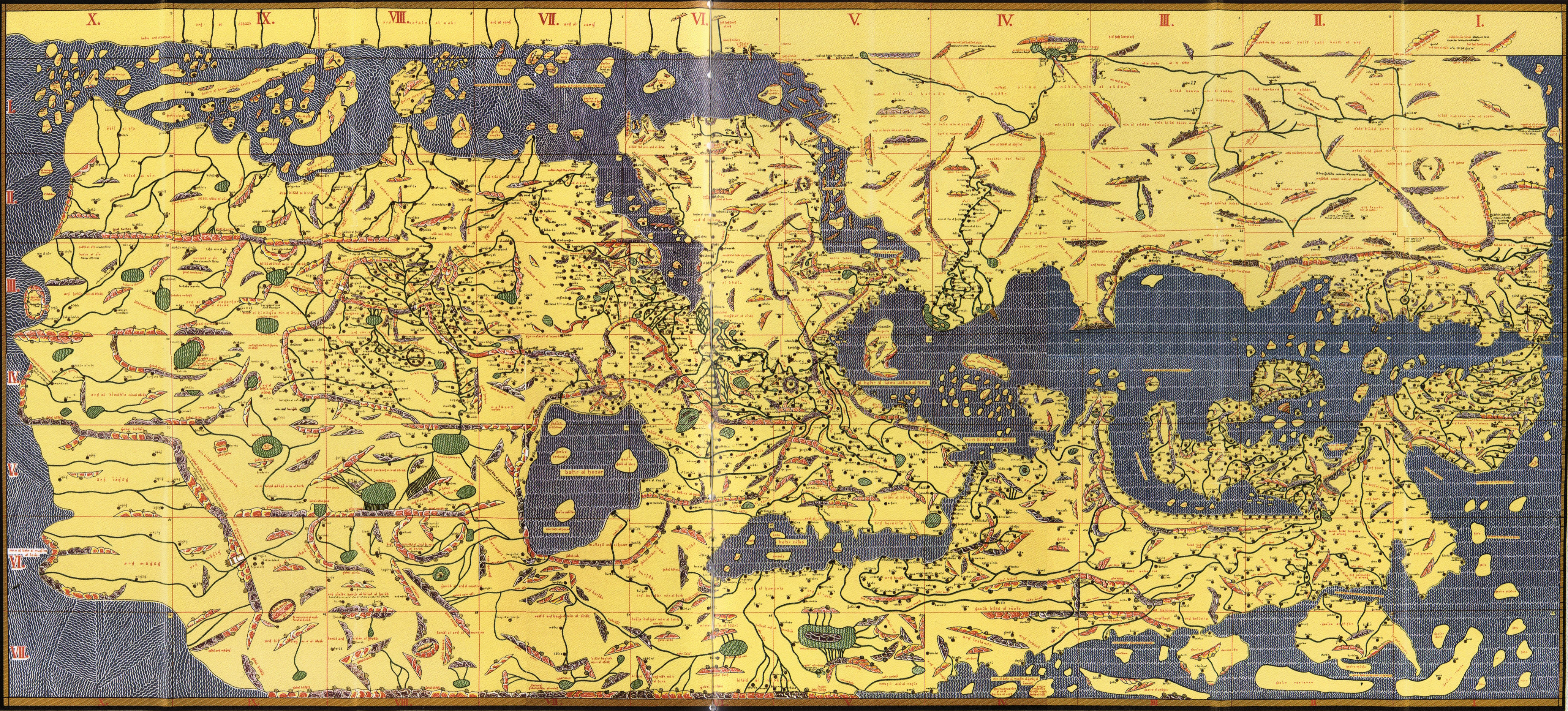
Mapa Al-Idrisiego

Nauka rozwijająca się szybciej i wszechstronniej niż w chrześcijańskiej Europie. Przyczyniła się do tego ekspansja religijno-polityczna, zarządzanie państwem od Atlantyku po Indie, wędrowny tryb życia Arabów zajmujących się administracją i handlem oraz pielgrzymki do Mekki sprzyjały poznawaniu nowych obszarów. Arabowie rozszerzyli horyzont geografii w trzech kierunkach: na wschód o obszar między Chinami a Indami a Azję Centralną i Persją, na północ: po Kaukaz, Wołgę, Morze Czarne, Kaspijskie i Bałtyk, na południe: do Sudanu i wzdłuż wybrzeży do południowych krańców Afryki. Obszar znany Arabom liczył 90 mln km² powierzchni. Po opanowaniu ośrodków starożytnej nauki i przetłumaczeniu w IX wieku działa Klaudiusza Ptolemeusza Mathematikee syntaxis, Arabowie przyswoili sobie jego naukę i przekazali ją Europie. Wiedzę o Ziemi określali greckim terminem gagrafiya, rozumianym za Ptolemeuszem jako naukę o długości i szerokości geograficznej lub cechach klimatów. Dlatego dużo też czasu poświęcali na pomiary długości południka ziemskiego w Mezopotamii i Syrii. W IX wieku wyznaczyli współrzędne geograficzne południowych wybrzeży Morza Śródziemnego i obliczyli jego rozciągłość prawie zgodnie z rzeczywistością poprawiając błąd Ptolemeusza. Wynik nie był jednak znany w Europie. Wyników pomiarów Arabowie nie potrafili zastosować do sporządzania map. Nie wykorzystali też w kartografii ogromnego materiału faktograficznego. Mapy arabskie są podobne do map chrześcijańskich, schematyczne, bez siatki kartograficznej. Szczegółowością wyróżnia się mapa Al-Idrisiego z 1152 roku opatrzona komentarzem (Księgą Rogera). Poza geografią matematyczną rozwijała się także geografia regionalna – opisy podróży. Ponieważ Arabowie zbierali fakty, nie zajmując się obserwacją zjawisk przyrodniczych, opisy te są zbiorem informacji gospodarczych i politycznych, przeplatanych historią kalifatów, wersami Koranu i baśniami.

### Geografia w okresie wczesnego średniowiecza (500–800)
Okres w dziejach geografii, który przyniósł zupełny upadek nauki antycznej i podporządkowanie myśli badawczej teologii, nic nowego nie wnosząc w dziedzinie badań naukowych i kształtowania nowych pojęć geograficznych. Zanikła nazwa geografii, zastąpiona terminem „kosmografia”. Działalność naukowa skoncentrowana była na terenie klasztorów, gdzie wszystkie zagadnienia ujmowano ściśle według nauk kościelnych, odrzucając wszystko co się nie zgadzało w sensie dosłownym z Biblią. Myśli starożytnych filozofów zostały albo potępione jako pogańskie, albo na siłę godzone z wyobrażeniami chrześcijańskimi. Przyswojono też tradycyjne błędy z okresu starożytności, pojęcia geograficzne kształtowały się w oparciu o dosłowną interpretację dogmatyki biblijnej i pozostałości nauki starorzymskiej. Nie rozszerzono horyzontu geografii, zaś głównym źródłem wiadomości o krajach były pielgrzymki do Palestyny, misje dyplomatyczne i misyjne do północnej i wschodniej Europy, na wyspy na pn. Atlantyku, w głąb Afryki i Azji. Sprawozdania misyjne nie były rozpowszechniane ani nie zostały wykorzystane do rozwoju wiedzy o Ziemi. Uboga literatura geograficzna to głównie opisy pielgrzymek, dotyczące jedynie miejsc biblijnych, sprawozdania misjonarzy i dzieła teologów teoretyków. Najchętniej roztrząsanymi zagadnieniami była lokalizacja miejsc świętych i biblijnych. Znajomość świata skurczyła się i była ograniczona do zachodniej Europy, Skandynawii, Włoch, Płw. Bałkańskiego, i Azji Mniejszej. Wyobrażenia o kształcie Ziemi były bardzo naiwne, a jej obraz kartograficzny, przedstawiony bez siatki i skali, cechował się maksymalnym uproszczeniem, schematycznością i bogactwem treści symbolicznych.

### Geografia w okresie późnego średniowiecza
Okres w dziejach geografii cechujący się odrodzeniem myśli antycznej i znacznym rozszerzeniem horyzontu przestrzennego. O największy obszar (10 mln km²) rozszerzyli antyczną ekumenę Normanowie, którzy od VIII wieku szlakami wypraw grabieżco-kolonizacyjnych objęli niemal całą Europę, odkrywając wyspy na północnym Atlantyku i Grenlandię, a w początkach XI wieku docierając do Ameryki Północnej. Wiadomości o tych odkryciach nie wyszły poza Skandynawię. Do poznania znacznych obszarów Azji przyczynili się XIII-wieczni posłowie na dwór chanów mongolskich: Jan di Piano Carpini, Benedykt Polak, Wilhelm z Rubruk i Marco Polo. Podróżnicy nie określali położenia geograficznego miejsc do których przybyli, niewiele uwagi zwracali na fakty przyrodnicze, interesując się głównie zwyczajami poznawanych ludów, więc ich podróże mimo rozszerzenia horyzontu przestrzennego niewiele wniosły nowego w dziedzinę pojęć geograficznych. Efektem rozwoju żeglugi na Morzu Śródziemnym i wprowadzenia kompasu do oznaczania stron świata oraz ustalania położenia i kursu statków były mapy rumbowe z siatką linii róży wiatrów, zastępującą siatkę geograficzną, o dokładnym rysunku wybrzeży i odległościach obliczonych na podstawie astronomicznie określonych przez Arabów współrzędnych geograficznych. Liczne podróże handlowe przyspieszyły poznanie świata i przygotowały grunt pod wielkie odkrycia geograficzne. Albert Wielki i Roger Bacon podjęli próby usystematyzowania wiedzy przyrodniczej, lecz zgłoszone przez nich idee nie znalazły szerszego oddźwięku. Duże znaczenie dla przywrócenia i upowszechnienia osiągnięć nauki antycznej miało ukończenie w 1406 r. tłumaczenia dzieła Ptolemeusza Mathematike syntaxis.

## Geografia wokresie nowożytnym

### Geografia w okresie odrodzenia (1450–1650)

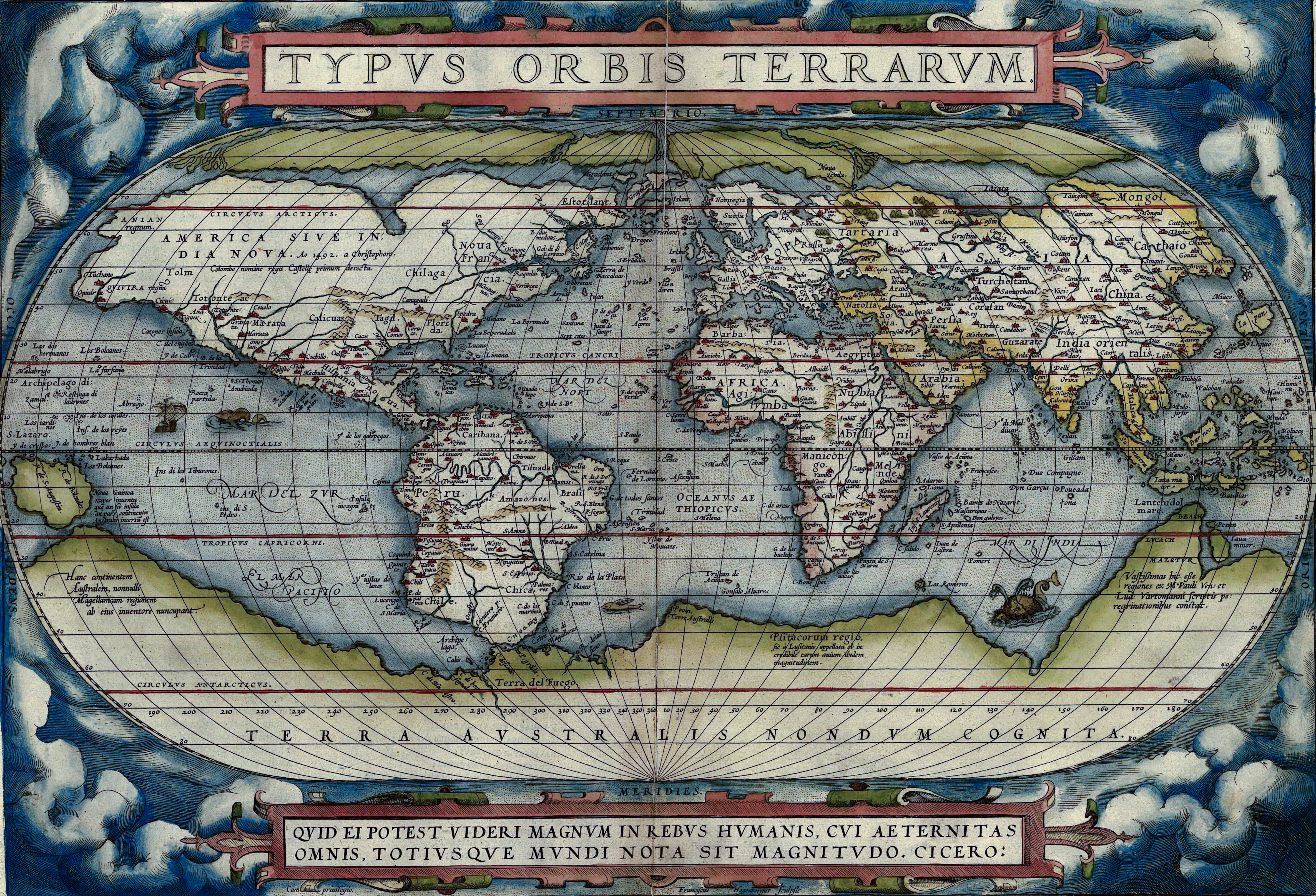
Mapa świata Orteliusa z 1570 roku

To okres wielkich odkryć geograficznych:
odkrycia Ameryki (Krzysztof Kolumb), otwarcia drogi morskiej do Indii (Vasco da Gama) i opłynięcia kuli ziemskiej (Ferdynand Magellan), a w ich następstwie dalszego rozwoju podróży, podejmowanych w ramach rywalizacji portugalsko-hiszpańskiej, z udziałem Francji, Anglii, Holandii (poznanie wnętrza Ameryki, Afryki, Syberii, poszukiwanie Przejścia Północno-Zachodniego i Północno-Wschodniego). W okresie wielkich odkryć nastąpiło czterokrotne rozszerzenie horyzontu przestrzennego oraz całkowita zmiana dotychczasowych wyobrażeń o liczbie, rozmiarach, rozmieszczeniu lądów i oceanów na kuli ziemskiej, także o wymiarach Ziemi – większych od przyjmowanych od czasów Klaudiusza Ptolemeusza, dlatego w ślad za odkryciami nastąpił rozwój kartografii. Całkowitej zmianie uległ kartograficzny obraz Ziemi. W wydanych w XVI w. we Flandrii atlasach (Ortelius, Merkator) zupełnie pominięto mapy Ptolemeusza. Przewrotem w kartografii było wydanie wiernokątnej mapy świata Gerarda Merkatora. W roku 1525 Philipp Apian podał metodę wyznaczania długości geograficznej za pomocą odległości kątowej gwiazd stałych od Księżyca, co uważa się za początek nowożytnych pomiarów geograficznych. Ogłoszenie teorii heliocentrycznej budowy układu planetarnego Mikołaja Kopernika oznaczało zmianę poglądów na miejsce Ziemi w kosmosie i ostateczne zerwanie z nauką Ptolemeusza. Nastąpił początek geografii nowożytnej, oznaczający wzrost empiryzmu, krytycyzmu i wyzwolenie z biblijnych wyobrażeń o Ziemi. Geografii nadal jednak brakowało podstaw teoretycznych, ograniczała się do zbierania faktów i opisywania ich (np. Maciej Miechowita), za czym nie nadążał rozwój wiedzy o zjawiskach fizycznych, cele poznawcze schodziły na dalszy plan, wielu okryć dokonywano przypadkowo.

### Geografia w okresie pomiarów (1650–1850)

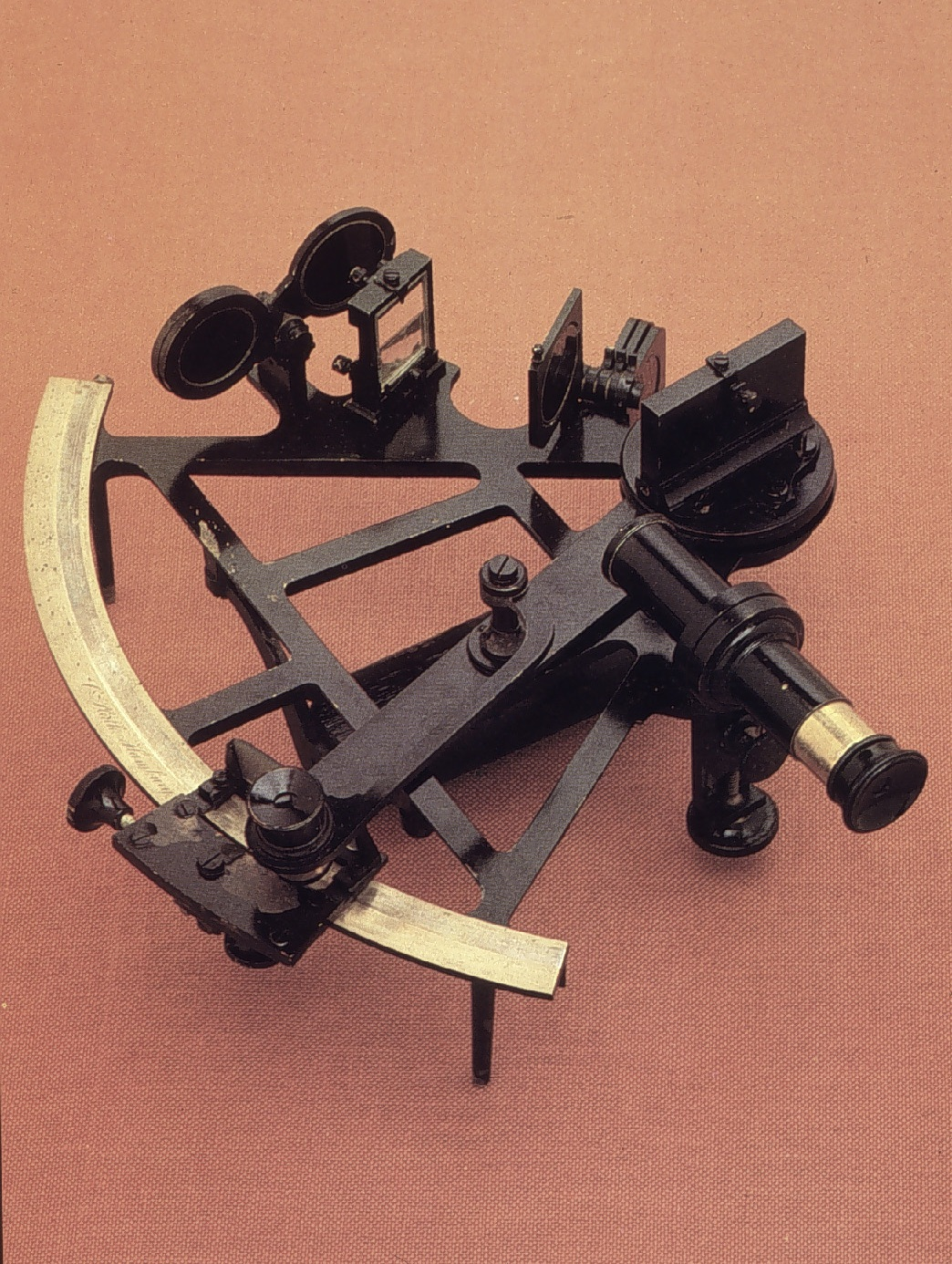
Sekstant – przyrząd służący do mierzenia wysokości ciał niebieskich nad horyzontem

Okres w dziejach geografii po zakończeniu wielkich odkryć, kiedy głównym celem geografii stało się ugruntowanie nowych wiadomości o Ziemi, ustalenie jej dokładnego kształtu, obliczenie rozmiarów kontynentów, badania ukształtowania powierzchni, a więc zastosowanie ściślejszych metod pomiarów. Zostały wówczas wynalezione wszystkie ważniejsze instrumenty pomiarowe: sekstant (Hadley) do ustalania wysokości ciał nad horyzontem i określania szerokości geograficznej, zegar wahadłowy (Huygens), morski zegar sprężynowy do wyznaczania długości geograficznej na morzu (J. Harrison), barometr (Berti), obliczono wzór baryczny do pomiaru wysokości (Laplace), zastosowano metodę triangulacji do pomiarów powierzchni (Snellius), przeprowadzono pomiary południka ziemskiego (Snellius, Picard, Cassini), ustalono elipsoidalny kształt Ziemi i obliczono jej ciężar właściwy, wyznaczono położenie biegunów magnetycznych i stwierdzono zmniejszające siły przyciągania od biegunów ku równikowi (Gilbert) na podstawie czego w 1686 roku Newton obliczył spłaszczenie Ziemi na biegunach. Nowo wynalezione przyrządy zostały sprawdzone podczas wypraw Jamesa Cooka. Z końcem XVIII w. zastosowano metody astronomicznego wyznaczania długości geograficznej; w wyniku zastosowania nowych przyrządów i metod pomiarów nastąpił wyraźny rozwój kartografii. Poprawiono błąd Ptolemeusza, zmniejszając rozciągłość Morza Śródziemnego, przystąpiono do wykonywania map topograficznych, ulepszono metody prezentowania rzeźby terenu: zastosowano metodę kreskową do przedstawienia spadku terenu (Cassini), a następnie poziomicową (P. Ancelin). W miejscach nieznanych pojawiały się na mapach białe plamy zamiast fantastycznych rysunków. Wprowadzono metodę izarytmiczną do przedstawiania zjawisk ciągłych (E. Halley), nastąpił rozwój zakładów kartograficznych (np. Instytut Kartograficzny J. Perhesa w Gocie).

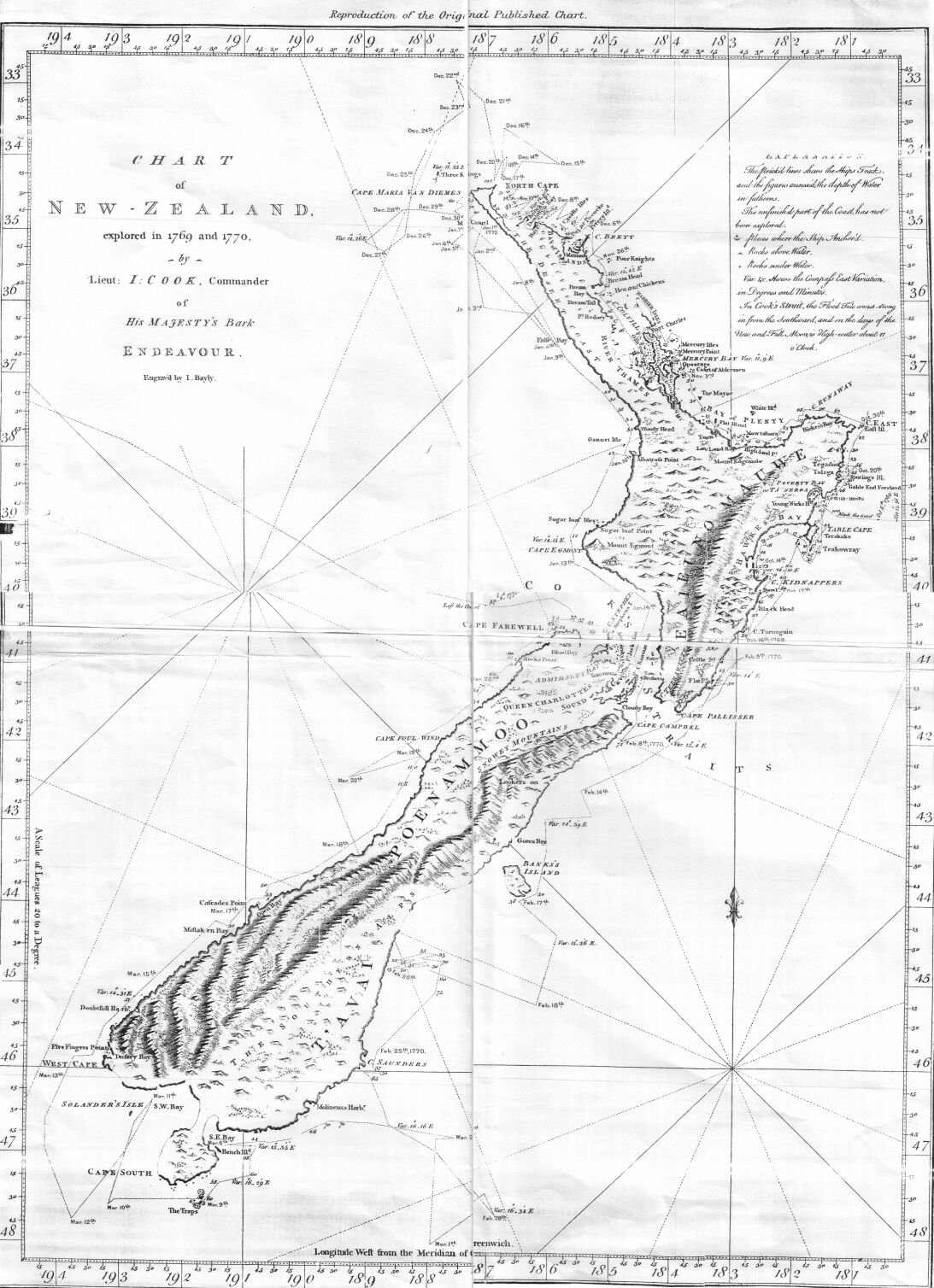
Mapa Nowej Zelandii Jamesa Cooka

### Geografia w latach 1870–1970
Po usamodzielnieniu się geografii jako nauki nastąpił okres jej rozkwitu, nazywany złotym wiekiem geografii, rozwój poszczególnych kierunków i działów był systematyczny i trwały. W drugiej połowie XIX wieku i na początku XX wieku zarysowały się w badaniach geograficznych główne kierunki, kontynuowane do czasów współczesnych. W ramach tych kierunków rozwijały się poszczególne dyscypliny geograficzne, a rozwój specjalizacji sprzyjał pogłębianiu badań i gromadzeniu szczegółowego materiału, co doprowadziła sformułowania licznych teorii naukowych (np. teoria rozwoju rzeźby, zlodowacenia i inne). Coraz pełniej rozwijały się zorganizowane ośrodki myśli geograficznej: katedry geografii na uniwersytetach i towarzystwa geograficzne. Wysoki stopień rozwoju geografii i jej specjalizacja w niektórych państwach zaowocowały powstaniem narodowych szkół geografii (amerykańska, niemiecka, rosyjska, brytyjska, francuska). Nawiązano również współpracę międzynarodową w zakresie informacji (międzynarodowe kongresy geograficzne) i podejmowania wspólnych badań. W tym celu powołano Międzynarodową Unię Geograficzną i inne organizacje międzynarodowe. Wspólne badania zwłaszcza w obszarach polarnych, przyczyniły się do ostatecznego poznania kuli ziemskiej w 2 połowie XX wieku.

### Geografia po roku 1970
Ten okres w rozwoju geografii nazywany jest okresem wątpliwości i poszukiwań, powrotu do zagadnień metodologicznych, które pojawiły się już u schyłku XIX wieku. Po rozpoznaniu całego obszaru kuli ziemskiej geografia straciła swoją dotychczasową podstawową funkcję poznawczą, polegającą na rozszerzaniu horyzontu geograficznego. Pojawił się problem zdefiniowania nowego przedmiotu badań. Tymczasem zdefiniowanie pojęcia współczesnej geografii i przedmiotu jej badań staje się coraz bardziej trudne wobec postępującej, zwłaszcza po okresie II wojny światowej, coraz węższej specjalizacji, w wyniku której każda subdyscyplina posiada odrębny, cząstkowy przedmiot badań. Badania podejmowane przez geografów mieszczą się co prawda w szeroko rozumianym przedmiocie badań, jakim jest poszukiwanie związków pomiędzy człowiekiem a przyrodą, ale stają się one tak specjalistycznie zróżnicowane, że na ogół nie prowadzą do odkrywania praw i związków. Pojawia się problem istnienia geografii jako jednej nauki, coraz częściej uważa się, że jedność tę można tylko częściowo uzasadnić wspólnym pochodzeniem historycznym, tradycyjną strukturą instytucji geograficznych (towarzystwa, wydawnictwa, jednolity system kształcenia), a obecna geografia obejmuje cały system nauk geograficznych, z których każda ma swój przedmiot badań. Niewielka jest rola geografii związana z wykorzystaniem wyników gałęzi analitycznych do tworzenia syntez, prowadzących do integracji nauki.